# Zuzana Macek Jílková
Mgr. Zuzana Macek Jílková, Ph.D. (1981, Hradec Králové) je česká biochemička.
V současné době[kdy?] zastává postdoktorskou pozici na Institutu Alberta Bonniota ve francouzském Lyonu.
Magisterské studium oboru biochemie absolvovala v roce 2005 na Přírodovědecké fakultě Masarykovy univerzity v Brně. Titul Ph.D. obhájila v roce 2010 v oboru biochemie a patobiochemie na 1. Lékařské fakultě UK v Praze. Od roku 2005 do roku 2011 působila ve Fyziologickém ústavu Akademie věd ČR. Poté rok působila na Université Joseph Fourier v Grenoblu ve Francii. Je autorkou a spoluautorkou řady odborných publikací, konferenčních přípěvků a spolupracuje na řešení mnoha výzkumných projektů. V rámci doktorských stáží absolvovala několik krátkodobých vědeckých pobytů. Podílela se na založení a vedení občanského sdružení Fórum Věda žije!, jehož posláním je podporovat komunikaci mezi vědeckou obcí a veřejností a podněcovat diskuzi o vědní politice a výzkumu v ČR.

## Publikační činnost
výběr
- J Kopecky, M Rossmeisl, P Flachs, O Kuda, P Brauner: n-3 PUFA: bioavailability and modulation of adipose tissue function, Proceedings of the Nutrition Society, 2009.
- P Skládal, Z Jílková, I Svoboda, V Kolář: Investigation of osteoprotegerin interactions with ligands and antibodies using piezoelectric biosensors, Biosensors and Bioelectronics, 2005.
- E Jouvin-Marche, ZM Jílková, MA Thelu, H Marche: Lymphocytes degranulation in liver in hepatitis C virus carriers is associated with IFNL4 polymorphisms and ALT levels, Journal of Infectious Diseases, 2014.
- ZM Jilkova, J Lisowska, S Manet, C Verdier, V Deplano: CCM proteins control endothelial β1 integrin dependent response to shear stress, Biology open, 2014.
- E Fugier, H Marche, MA Thélu, ZM Jílková: Functions of liver natural killer cells are dependent on the severity of liver inflammation and fibrosis in chronic hepatitis C, PloS one, 2014.
- Z Macek Jilkova, V Deplano, C Verdier, M Toungara: Wall shear stress and endothelial cells dysfunction in the context of abdominal aortic aneurysms, Computer methods in biomechanics and biomedical …, 2013.
- ZM Jilkova, M Hensler, D Medrikova, P Janovska: Adipose tissue-related proteins locally associated with resolution of inflammation in obese mice, International Journal of Obesity, 2014.
- Z Macek Jilkova, S Afzal, H Marche, T Decaens: Progression of fibrosis in patients with chronic viral hepatitis is associated with IL‐17+ neutrophils, Liver International, 2016.
- O Kuda, Z Jilkova, M Rossmeisl, P Flachs, NC Ogston: Synergistic effects of n-3 polyunsaturated fatty acids and rosiglitazone in the amelioration of insulin resistance and adipose tissue inflammation, 2007.
- ZM Jilkova, H Marche, C Gierczak, V Leroy, JP Zarski: P0505: Identification of IL-17 positive intrahepatic NK cells in human liver and relationship with chronic liver diseases, Journal of Hepatology, 2015.
- J Hansikova, V Kus, ZM Jilkova, P Janovska, J Kopecky: Age-and genetic background-dependent inducibility of lipid catabolism in skeletal muscle by high-fat diet and by leptin in mice, DIABETOLOGIA, 2012.
- P Zouhar, P Flachs, R Ruehl, M Hensler, P Janovska: N-3 fatty acids augment beneficial effects of calorie restriction in mice fed a high-fat diet: role of lipid mediators, DIABETOLOGIA, 2011.
- K Bardova, P Janovska, D Medrikova, ZM Jilkova: Gender differences in the response of adipose tissue to deleterious effects of high-fat feeding in mice, DIABETOLOGIA, 2011.
- M Rossmeisl, ZM Jilkova, MGJ Balvers: Dietary n-3 fatty acids supplied as phospholipids are more effective than triglycerides in reducing obesity-associated disorders: evidence for a link with the endocannabinoid systém, DIABETOLOGIA, 2011.
- S Pavelka, ZM Jílková, Ascertainment of changes in thyroid hormones metabolism in white adipose tissue by radiometric enzyme assays, 2011.
- K Bardova, P Janovska, P Flachs, D Medrikova, V Kus: Metabolic inflexibility, to carbohydrates in dietary obese mice: improvement by combination treatment with n-3 polyunsaturated fatty acids and calorie restriction, DIABETOLOGIA, 2010.
- T Jelenik, ZM Jilkova, M Rossmeisl, D Medrikova: N-3 fatty acids as phospholipids are superior over triacylglycerols in ameliorating hepatic steatosis in mice fed a high-fat diet, DIABETOLOGIA, 2010.
- ZM Jilkova, D Medrikova, P Janovska, M Rossmeisl: Gender-specific response of uncoupling protein 3 gene in the newborn mice to moderate supplementation of maternal diet by n-3 long-chain polyunsaturated fatty acids, DIABETOLOGIA, 2009.
- Z Jílková, S Pavelka, J Kopecký, Metabolism of thyroid hormones in white adipose tissue: Assessment by radiometric enzyme assay, 2009.
- J Kopecky, V Kus, T Prazak, P Brauner, M Hensler: Induction of muscle thermogenesis by high-fat diet in mice: association with obesity-resistance, DIABETOLOGIA, 2008.
- Z Jílková, V Kůs, D Medříková, P Janovská, S Pavelka: Significance of AMP-activated protein kinase for the effect of leptin, 2008.